# Pontus Tidemand
Pontus Tidemand (10 de diciembre de 1990, Charlottenberg, Suecia) es un piloto de rally sueco que compite en el Campeonato del Mundo de Rally.

## Carrera
Hizo su debut en el Campeonato Mundial de Rallys en 2012, compitiendo en la Academia WRC. Terminó tercero en el campeonato de la Academia WRC detrás del ganador Elfyn Evans y José Antonio Suárez. También compitió ese año en el Rally de Suecia en el Super 2000 World Rally Championship, terminando tercero en la clase SWRC. Hizo su debut en el Mundial de Rallyes en el Rally de Suecia de 2013 en un Ford Fiesta RS WRC.
Para el 2014 cambió a rallycross, uniéndose al nuevo equipo EKS RX de Mattias Ekström para conducir un Audi S1 en el Campeonato Mundial de Rallycross FIA 2014.
El 26 de marzo de 2015, Škoda Motorsport anuncio la contratación de Tidemand como piloto de la estructura checa, disputando con ellos el Campeonato Asia-Pacífico de Rally y el WRC-2. En el APRC, Tidemand condujo un Škoda Fabia S2000 con el que consiguió cuatro victoria y un segundo puesto, mientras que en la última ronda condujo uno de los nuevos Škoda Fabia R5 concluyendo la temporada con otra victoria y el título, el cuarto consecutivo para Škoda en el certamen.
En 2019, Tidemand disputó las dos primeras rondas del campeonato en uno de los Ford Fiesta WRC del M-Sport Ford WRT, siendo su primera experiencia en un vehículo de la máxima categoría. Fue llamado otra vez por el equipo británico para disputar los rallys de Turquía  y Gran Bretaña. Su mejor resultado en las cuatro salidas con el M-Sport Ford WRT fue el séptimo puesto conseguido en Gran Bretaña.
En 2020, Tidemand regresó al WRC-2 nuevamente de la mano del Toksport WRT utilizando uno de los Škoda Fabia Rally2 Evo de la escuadra germana.

## Palmarés

### Títulos
| Año  | Título                         | Automóvil         | Copiloto        |
| ---- | ------------------------------ | ----------------- | --------------- |
| 2013 | Campeón Mundial Junior         | Ford Fiesta R2    | Ola Fløene      |
| 2015 | Campeón Asia-Pacífico de Rally | Škoda Fabia S2000 | Emil Axelsson   |
| 2017 | Campeón del WRC-2              | Škoda Fabia R5    | Jonas Andersson |

### Victorias

#### Victorias en el WRC-2
| #  | Rally                                      | Temp. | Copiloto        | Auto                   |
| -- | ------------------------------------------ | ----- | --------------- | ---------------------- |
| 1  | 32. ADAC Rallye Deutschland                | 2014  | Ola Floene      | Ford Fiesta R5         |
| 2  | 51.er Rally RACC Catalunya – Costa Daurada | 2015  | Emil Axelson    | Škoda Fabia R5         |
| 3  | 50.º Vodafone Rally de Portugal            | 2016  | Jonas Andersson | Škoda Fabia R5         |
| 4  | 65th Rally Sweden                          | 2017  | Jonas Andersson | Škoda Fabia R5         |
| 5  | 14.º Rally Guanajuato México               | 2017  | Jonas Andersson | Škoda Fabia R5         |
| 6  | 37° YPF Rally Argentina                    | 2017  | Jonas Andersson | Škoda Fabia R5         |
| 7  | 51.er Vodafone Rally de Portugal           | 2017  | Jonas Andersson | Škoda Fabia R5         |
| 8  | 73. Dayinsure Wales Rally GB               | 2017  | Jonas Andersson | Škoda Fabia R5         |
| 9  | 15.º Rally Guanajuato México               | 2018  | Jonas Andersson | Škoda Fabia R5         |
| 10 | 38.º YPF Rally Argentina                   | 2018  | Jonas Andersson | Škoda Fabia R5         |
| 11 | 52.º Vodafone Rally de Portugal            | 2018  | Jonas Andersson | Škoda Fabia R5         |
| 12 | 17.º Rally Guanajuato México               | 2020  | Patrik Barth    | Škoda Fabia Rally2 Evo |
| 13 | 13. Rally Turkey Marmaris                  | 2020  | Patrik Barth    | Škoda Fabia Rally2 Evo |
| 14 | 17.º Rally d'Italia Sardegna               | 2020  | Patrik Barth    | Škoda Fabia Rally2 Evo |

#### Victorias en el JWRC
| # | Rally                            | Temp. | Copiloto   | Auto           |
| - | -------------------------------- | ----- | ---------- | -------------- |
| 1 | 47.º Vodafone Rally de Portugal  | 2013  | Ola Floene | Ford Fiesta R2 |
| 2 | 31. ADAC Rallye Deutschland 2013 | 2013  | Ola Floene | Ford Fiesta R2 |
| 3 | 4º Rallye de France - Alsace     | 2013  | Ola Floene | Ford Fiesta R2 |

## Estadísticas

### Resultados en el Campeonato Mundial de Rally
| Año  | Equipo              | Coche                  | 1      | 2       | 3      | 4      | 5      | 6      | 7      | 8       | 9     | 10      | 11      | 12     | 13     | 14    | Pos. | Puntos |
| ---- | ------------------- | ---------------------- | ------ | ------- | ------ | ------ | ------ | ------ | ------ | ------- | ----- | ------- | ------- | ------ | ------ | ----- | ---- | ------ |
| 2012 | Pontus Tidemand     | Škoda Fabia S2000      | MON    | SWE 18  | MEX    | POR    | ARG    | GRE    | NZL    | FIN     | DEU   | GBR     | FRA     | ITA    | ESP    |       | -    | 0      |
| 2013 | Pontus Tidemand     | Ford Fiesta RS WRC     | MON    | SWE Ret | MEX    | POR    | ARG    | GRE    | ITA    | FIN     | DEU   | AUS     | FRA     | ESP    | GBR    |       | -    | 0      |
| 2014 | Pontus Tidemand     | Ford Fiesta RS WRC     | MON    | SWE 8   | MEX    |        |        |        |        |         |       |         |         |        |        |       | 19º  | 6      |
| 2014 | Pontus Tidemand     | Ford Fiesta R5         |        |         |        | POR 11 | ARG    | ITA    | POL    | FIN     | DEU 9 | AUS     | FRA 23  | ESP    | GBR    |       | 19º  | 6      |
| 2015 | Pontus Tidemand     | Ford Fiesta RRC        | MON    | SWE 17  | MEX    | ARG    |        |        |        |         |       |         |         |        |        |       | 24º  | 4      |
| 2015 | Škoda Motorsport    | Škoda Fabia R5         |        |         |        |        | POR 13 | ITA    | POL 13 | FIN 9   | DEU   | AUS     | FRA Ret | ESP 9  | GBR WD |       | 24º  | 4      |
| 2016 | Škoda Motorsport    | Škoda Fabia R5         | MON    | SWE 11  | MEX    | ARG    | POR 9  | ITA    | POL 20 | FIN Ret |       | CHN C   | FRA     | ESP 9  |        | AUS   | 17º  | 8      |
| 2016 | Škoda Motorsport II | Škoda Fabia R5         |        |         |        |        |        |        |        |         | GER 8 |         |         |        | GBR 13 |       | 17º  | 8      |
| 2017 | Škoda Motorsport II | Škoda Fabia R5         | MON 11 |         |        |        |        |        |        | POL 13  |       |         |         |        |        |       | 18º  | 4      |
| 2017 | Škoda Motorsport    | Škoda Fabia R5         |        | SWE 9   | MEX 10 | FRA    | ARG 10 | POR 11 | ITA    |         | FIN   | GER 12  | ESP     | GBR 11 | AUS    |       | 18º  | 4      |
| 2018 | Škoda Motorsport    | Škoda Fabia R5         | MON    | SWE 12  | MEX 7  | FRA    | ARG 10 | POR 8  | ITA    | FIN     | GER   | TUR Ret | GBR 10  | ESP    | AUS    |       | 16º  | 12     |
| 2019 | M-Sport Ford WRT    | Ford Fiesta WRC        | MON 20 | SWE 8   | MEX    | FRA    | ARG    | CHI    | POR    | ITA     | FIN   | GER WD  | TUR 9   | GBR 7  | ESP    | AUS C | 13º  | 12     |
| 2020 | Toksport WRT        | Škoda Fabia Rally2 Evo | MON    | SWE 15  | MEX 6  | EST 15 | TUR 8  | ITA 10 | MNZ 10 |         |       |         |         |        |        |       | 12º  | 14     |
| 2025 | Pontus Tidemand     | Škoda Fabia RS Rally2  | MON    | SWE 16  | SAF    | ESP    | POR    | ITA    | GRE    | EST     | FIN   | PAR     | CHL     | EUR    | JPN    | SAU   | -    | 0      |

### Resultados en el SWRC
| Año  | Equipo          | Coche             | 1   | 2     | 3   | 4   | 5   | 6   | 7   | 8   | Pos. | Puntos |
| ---- | --------------- | ----------------- | --- | ----- | --- | --- | --- | --- | --- | --- | ---- | ------ |
| 2012 | Pontus Tidemand | Škoda Fabia S2000 | MON | SWE 3 | POR | NZL | FIN | GBR | FRA | ESP | 8º   | 15     |

### Resultados en la WRC Academy/JWRC
| Año  | Equipo          | 1       | 2         | 3       | 4       | 5       | 6         | Pos. | Puntos |
| ---- | --------------- | ------- | --------- | ------- | ------- | ------- | --------- | ---- | ------ |
| 2012 | Pontus Tidemand | POR 3 1 | GRE Ret 1 | FIN 2 6 | DEU 6   | FRA 6 2 | ESP 2 7   | 3º   | 84     |
| 2013 | Pontus Tidemand | POR 1 5 | GRE 2 8   | FIN 3 6 | DEU 1 3 | FRA 1 1 | ESP Ret 1 | 1º   | 132    |

### Resultados en el WRC-2
| Año  | Equipo              | Coche                  | 1   | 2     | 3     | 4     | 5     | 6     | 7     | 8       | 9     | 10      | 11      | 12    | 13     | 14  | Pos. | Puntos |
| ---- | ------------------- | ---------------------- | --- | ----- | ----- | ----- | ----- | ----- | ----- | ------- | ----- | ------- | ------- | ----- | ------ | --- | ---- | ------ |
| 2014 | Pontus Tidemand     | Ford Fiesta R5         | MON | SWE   | MEX   | POR 3 | ARG   | ITA   | POL   | FIN     | DEU 1 | AUS     | FRA 4   | ESP   | GBR    |     | 7º   | 52     |
| 2015 | Pontus Tidemand     | Ford Fiesta RRC        | MON | SWE 5 | MEX   | ARG   |       |       |       |         |       |         |         |       |        |     | 4º   | 86     |
| 2015 | Škoda Motorsport    | Škoda Fabia R5         |     |       |       |       | POR 3 | ITA   | POL 2 | FIN 2   | DEU   | AUS     | FRA Ret | ESP 1 | GBR WD |     | 4º   | 86     |
| 2016 | Škoda Motorsport    | Škoda Fabia R5         | MON | SWE 2 | MEX   | ARG   | POR 1 | ITA   | POL 7 | FIN Ret | GER   | CHN C   | FRA     | ESP 2 |        | AUS | 5º   | 85     |
| 2016 | Škoda Motorsport II | Škoda Fabia R5         |     |       |       |       |       |       |       |         |       |         |         |       | GBR 2  |     | 5º   | 85     |
| 2017 | Škoda Motorsport    | Škoda Fabia R5         | MON | SWE 1 | MEX 1 | FRA   | ARG 1 | POR 1 | ITA   |         | FIN   | GER 3   | ESP     | GBR 1 | AUS    |     | 1º   | 143    |
| 2017 | Škoda Motorsport II | Škoda Fabia R5         |     |       |       |       |       |       |       | POL 2   |       |         |         |       |        |     | 1º   | 143    |
| 2018 | Škoda Motorsport    | Škoda Fabia R5         | MON | SWE 2 | MEX 1 | FRA   | ARG 1 | POR 1 | ITA   | FIN     | GER   |         |         | ESP   | AUS    |     | 2º   | 111    |
| 2018 | Škoda Motorsport II | Škoda Fabia R5         |     |       |       |       |       |       |       |         |       | TUR Ret | GBR 2   |       |        |     | 2º   | 111    |
| 2020 | Toksport WRT        | Škoda Fabia Rally2 Evo | MON | SWE 3 | MEX 1 | EST 3 | TUR 1 | ITA 1 | MNZ 2 |         |       |         |         |       |        |     | 2º   | 123    |
| 2025 | Pontus Tidemand     | Škoda Fabia RS Rally2  | MON | SWE 8 | SAF   | ESP   | POR   | ITA   | GRE   | EST     | FIN   | PAR     | CHL     | EUR   | JPN    | SAU | 21.º | 4      |

### Resultados en el Campeonato de Europa de Rallycross

#### Supercar
| Año  | Equipo                     | Coche               | 1   | 2     | 3     | 4     | 5      | 6   | 7   | 8   | 9   | Pos. | Puntos |
| ---- | -------------------------- | ------------------- | --- | ----- | ----- | ----- | ------ | --- | --- | --- | --- | ---- | ------ |
| 2013 | Volkswagen Dealer Team KMS | Volkswagen Scirocco | GBR | POR   | FRA   | NOR   | SWE 26 | BEL | NED | AUT | POL | 45.º | 0      |
| 2014 | EKS RX                     | Audi S1             | GBR | NOR 6 | BEL 2 | GER 4 | ITA 6  |     |     |     |     | 3º   | 50     |

### Resultados en el Campeonato Mundial de Rallycross

#### Supercar
| Año  | Equipo | Coche   | 1   | 2   | 3      | 4      | 5      | 6     | 7   | 8     | 9     | 10     | 11  | 12  | Pos. | Puntos |
| ---- | ------ | ------- | --- | --- | ------ | ------ | ------ | ----- | --- | ----- | ----- | ------ | --- | --- | ---- | ------ |
| 2014 | EKS RX | Audi S1 | POR | GBR | NOR 14 | FIN 13 | SWE 10 | BEL 6 | CAN | FRA 5 | GER 4 | ITA 13 | TUR | ARG | 8º   | 84     |

| Predecesor: Esapekka Lappi | Campeón del WRC-2 2017 | Sucesor: Jan Kopecký       |
| Predecesor: Elfyn Evans    | Campeón del JWRC 2013  | Sucesor: Stéphane Lefebvre |